# Connor Swindells
Connor Ryan Swindells (* 19. září 1996 Lewes, Anglie) je britský herec, model a bývalý boxer. Jeho nejznámější rolí je Adam Groff v seriálu Sexuální výchova.

## Životopis
Narodil se jako nejmladší ze čtyř synů Ian a Phoebe Swindellsových. Jeho matka zemřela na rakovinu tlustého střeva, když mu bylo sedm let.
V roce 2017 měl malou roli Mostyna v seriálu Nevěstky. Ve stejném roce se objevil v seriálu Jamestown v roli Fletchera.
V březnu roku 2017 bylo oznámeno, že nahradí původně obsazeného Joa Alwyna v roli Donalda ve skotském psychologickém thrilleru Strážci majáku. Film režíroval Kristoffer Nyholm, v hlavních rolích se objevili Gerard Butler a Peter Mullan a premiéra film měl premiéru v kinech dne 4. ledna 2019.
O rok později ztvárnil Adama v dramatu VS. režiséra Eda Lillyho. V roce 2019 si zahrál jednu z hlavních rolí v komediálním seriálu Sexuální výchova. V seriálu ztělesnil Adama Groffa, tyrana a syna ředitele školy, s nímž má velmi problematický vztah.

## Osobní život
V minulosti randil se svou hereckou kolegyní ze seriálu Sexuální výchova, Aimee Lou Wood. Rozešli se v roce 2020 po dvouletém vztahu. Během natáčení filmu Emma navázal v roce 2020 vztah s britskou herečkou Amber Andersonovou. Vzali se v říjnu 2024.

## Filmografie

### Film
| Rok  | Název          | Role             |
| ---- | -------------- | ---------------- |
| 2018 | VS.            | Adam             |
| 2019 | Strážci majáku | Donald McArthur  |
| 2020 | Emma.          | Robert Martin    |
| 2023 | Barbie         | Aaron Dinkins    |
| 2025 | Vilém Tell     | Albrecht Gessler |

### Televize
| Rok             | Název            | Role           | Poznámky             |
| --------------- | ---------------- | -------------- | -------------------- |
| 2017            | Nevěstky         | Mostyn         | Díl: „Episode #1.3“  |
| 2017            | Jamestown        | Fletcher       | Díl: „Episode #1.5“  |
| 2019–2023       | Sexuální výchova | Adam Groff     | hlavní role, 32 dílů |
| 2022–současnost | Pluk mizerů      | David Stirling | hlavní role          |

## Ocenění a nominace
| Rok  | Ocenění                      | Kategorie                          | Práce            | Výsledek  |
| ---- | ---------------------------- | ---------------------------------- | ---------------- | --------- |
| 2017 | Screen International         | Hvězdy zítřka                      | on sám           | vítězství |
| 2019 | Filmové a televizní ceny MTV | Nejlepší polibek (s Ncutim Gatwou) | Sexuální výchova | nominace  |